# كارل فريدريش فون غيرتنر
كارل فريدريش فون غيرتنر (بالألمانية: Karl Friedrich von Gärtner)‏ (و. 1772 – 1850 م) هو عالم نبات، وعالم أشنيات من الإمبراطورية الرومانية المقدسة. ولد في غوبينغن . وهو ابن عالم النبات جوزيف غيرتنر. كان عضواً في الأكاديمية الألمانية للعلوم ليوبولدينا. توفي في كلاو.